# Machito (comida)
Los machitos es un platillo de comida que se sirve en México, principalmente en las ciudades de Monterrey y Guadalajara, y tiene como ingrediente principal las vísceras e intestinos del cabrito.

## Preparación
Para una mejor preparación  el cabrito debe tener 28 días de vida para que tenga el verdadero sabor del platillo.
Por su nombre, mucha gente los confunde con las criadillas, que son los testículos de la res o del cordero asados al carbón. Sin embargo, los machitos son en realidad los intestinos de los mismos animales, muy parecidos a lo que en Argentina llaman chinchulines y en Uruguay, chotos.

## Estilo de machito
En Monterrey se asa al carbón y se sirve acompañado de lechuga, tomate y cebolla en rodajas, tortillas y salsa molcajeteada. Historiadores consideran que el platillo es de origen sefardita. En Guadalajara, se trenza y se dora y es uno de los tipos de carnes que se sirve en el platillo denominado birria.